# Чакал
Чакалът (на турски: çakal; през персийски shaghal и санскрит sṛgālaḥ) е хищник със среден ръст, един от трите (в някои източници четирите) бозайника от семейство Кучета (Canidae), открити в Африка, Азия и Югоизточна Европа.

## Характеристика
Чакалът и койотът (американски чакал) заемат една и съща екологична ниша. Те са всеядни животни, като се хранят не само с мърша, но и с активен лов. Техните дълги крака и извити кучешки зъби са пригодени за ловуване на малки бозайници, птици и влечуги. Големите лапи, снабдени с възглавнички, им дават възможност да поддържат до 16 km/h продължително време. Те ловуват предимно при слаба светлина, най-вече при зазоряване и привечер.
Чакалите са моногамни, като една двойка защитава територията си от останалите, като свирепо прогонва натрапниците и маркира границите с урина и фекалии. Обитаваната площ може да бъде достатъчно голяма, за да приюти и младите чакали, докато си основат семейство и намерят своя собствена територия. Понякога чакалите образуват малки групи, ако намерят труп на животно, но обикновено ловуват сами или по двойки.
Съвременни изследвания изясняват връзките между чакаловите видове. Въпреки техните външни характерни черти, не всички чакалови видове са толкова близки един с друг. Ивичестият и черногръбият чакал са подобни, но биологичният им вид се отклонява от този на дивите кучета и вълците преди 6 – 7 млн. години. Златистият чакал и етиопският вълк са част от група, която включва и сивите вълци, домашното куче и койотите. Експерименти в Германия установяват, че кръстоска между вълк и куче дава стабилно поколение, докато при кръстоска между чакал и куче (по-конкретно пудел) се получава хибрид, който е с намалена способност за размножаване, намалени комуникативни възможности, както и увеличаване на генетичните болести само след три поколения развъждане.

## Видове чакали
- Златист чакал (Canis aureus)
- Ивичест чакал (Canis adustus)
- Черногръб чакал (Canis mesomelas)
- Етиопски вълк (Canis simensis) – понякога наричан Червен чакал или Маймуноподобен чакал, но все повече определян като вълк
- Бял чакал

## В Древността
Античният Египетски бог на подземния свят, Анубис, е бил изобразяван в човешко тяло с глава на чакал. Днес чакалът е едно от най-често срещаните животни в Африка, което живее извън резерватите, в обработваемите земи, дори в близост до човешките селища.

## Преносно значение
Популярната, но донякъде неточна, представа за чакалите като мършоядни допринася за негативна асоциация, когато се спомене това нарицателно – оттам и свързването на думата чакал с човек, дори с група хора, занимаващи се с определени професии – типаж, оприличаващ агресивно, подло поведение; който напада падналия.
|  | Тази страница частично или изцяло представлява превод на страницата Jackal в Уикипедия на английски. Оригиналният текст, както и този превод, са защитени от Лиценза „Криейтив Комънс – Признание – Споделяне на споделеното“, а за съдържание, създадено преди юни 2009 година – от Лиценза за свободна документация на ГНУ. Прегледайте историята на редакциите на оригиналната страница, както и на преводната страница, за да видите списъка на съавторите. ВАЖНО: Този шаблон се отнася единствено до авторските права върху съдържанието на статията. Добавянето му не отменя изискването да се посочват конкретни източници на твърденията, които да бъдат благонадеждни. |